# José de Espronceda
José Ignacio Javier Oriol Encarnación de Espronceda y Delgado (Almendralejo, 25 marzo 1808 – Madrid, 23 maggio 1842) è stato un poeta, giornalista e politico spagnolo, considerato il maggior esponente del romanticismo del suo paese.

## Biografia
José de Espronceda studiò al Colegio de San Mateo di Madrid ed ebbe come insegnante Alberto Lista, che in seguito lo portò nella scuola da lui fondata. A quindici anni creò con Ventura de la Vega e Patricio de la Escosura una società segreta, che chiamarono «los Numantinos» («quelli di Numanzia», 1823-1825), per vendicare la morte di Rafael del Riego.
Nel 1825 fu denunciato per tale azione e deportato in un monastero di Guadalajara, dove rimase per cinque anni. Successivamente, visitò il Portogallo, il Belgio, i Paesi Bassi, la Francia e l'Inghilterra, dove si innamorò di Teresa, figlia del colonnello liberale emigrato Epifanio Mancha.
Partecipò ai moti rivoluzionari del 1830. Poco dopo, Teresa si sposò con un commerciante chiamato Guillermo del Amo, per ordine del padre; tuttavia, nel 1833 a Parigi, Espronceda la incontrò e insieme tornarono in Spagna, accompagnati da altri liberali amnistiati in seguito alla morte di Ferdinando VII. I due si allontanarono nel 1838 e lei morì poco tempo dopo.
Da quel momento in poi, Espronceda si dedicò alla politica e al giornalismo. Si arruolò nella Milicia Nacional, arrivando al grado di Primer Teniente de la Compañía de Cazadores. Nel 1841 venne nominato segretario del consolato spagnolo all'Aia e poco dopo fu eletto deputato progressista ad Almería. Nel 1842 venne eletto parlamentare alle Cortes Generales per il Partido Progresista. Morì a soli 34 anni, poco prima di sposarsi con Bernarda de Beruete, di difterite.

## Opere
Iniziò a scrivere durante la propria reclusione nel monastero e, stimolato dal suo maestro Alberto Lista, scrisse il poema storico El Pelayo, che lasciò incompiuto. Più tardi si cimentò nel romanzo storico, con Sancho Saldaña o el castellano de Cuéllar. Nel 1840 ottenne il primo successo con Poesías, i cui temi erano il piacere, la libertà, l'amore, il disinganno, la morte, la patria, la tristezza, il dubbio, la protesta sociale.
L'alta fama di Espronceda come rappresentante tipico del romanticismo spagnolo è dovuta ai suoi punti in comune con Lord Byron. El estudiante de Salamanca, in particolare, ritenuto uno dei capolavori del romanticismo europeo, è un poema narrativo che segue il tema del seduttore-don Giovanni, già affrontato appunto da Byron, ma che riprende anche i motivi della sfida a Dio e dell'esaltazione dell'individualismo del protagonista. L'incompleto El Diablo Mundo, del 1841, è invece un eterogeneo poema filosofico nel quale il poeta estremeño descrive l'uomo come un essere dalla naturale innocenza che soffre la realtà sociale e le sue negatività; in essa è compreso il famoso «Canto a Teresa», dedicato all'amante, una delle più importanti elegie amorose.
Ha anche scritto una grande quantità di poemi corti che chiamò Canciones, tra le quali si ricordano la Canción del pirata, A Jarifa en una orgía, El verdugo, El mendigo, El reo de muerte o Canción del cosaco. Tutti questi poemi si ispirano a personaggi emarginati o esclusi dalla società, attraverso i quali si esprime per la prima volta in Spagna una critica sociale tramite la poesia.
Nel suo Himno al sol e nel poema Óscar y Malvina, Espronceda si avvicina anche alla poesia di James Macpherson, l'autore dei Canti di Ossian. Scrisse anche un'opera teatrale, Blanca de Borbón.
Lo stile più coltivato dall'autore estremeño è quello vicino alle figure retoriche, ma è flessibile ed ispirato nei suoi momenti migliori.
Tra le sue opere maggiormente conosciute vi è A una estrella, per certi versi assimilabile alla poesia di Leopardi Alla luna.